# هابیت (کنتاکی)
هابیت (به انگلیسی: Habit) یک منطقهٔ مسکونی در ایالات متحده آمریکا است که در شهرستان دیویس، کنتاکی واقع شده‌است. هابیت ۱۶۸٫۸۶ متر بالاتر از سطح دریا واقع شده‌است.